# Peace on Earth
Peace on Earth es un cortometraje animado de Metro-Goldwyn-Mayer dirigido por Hugh Harman en 1939. La historia muestra un mundo posapocalíptico habitado por animales.

## Trama
El cortometraje muestra a dos ardillas que le preguntan a su abuelo sobre la palabra "hombre" en la letra de una canción de Navidad. El abuelo les explica que antes existió una raza que estaba constantemente enfrentándose en guerras, lo que los llevó a su extinción. Tras esto, los animales reconstruyeron el mundo.

## Premios
Según el obituario de Hugh Harman en el New York Times y Ben Mankiewicz, presentador del programa Cartoon Alley en Turner Classic Movies, el dibujo animado fue nominado para el Premio Nobel de la Paz. Sin embargo, no aparece en la lista de nominados. Mankiewicz además afirma que fue el primer dibujo animado de un estudio grande en tocar un tema serio. En 1994 quedó en el puesto número 40 de 50 Greatest Cartoons, gracias a los votos de varios miembros de la industria de la animación. También fue nominado para el Oscar al mejor cortometraje animado de 1939, pero el premio lo recibióThe Ugly Duckling, cortometraje de la serie Silly Symphonies de Disney.

## Versión
William Hanna y Joseph Barbera hicieron una nueva versión en CinemaScope en 1955. Esta nueva versión, titulada Good Will to Men (Buena voluntad a los hombres), fue nominada a un premio Oscar.